# Гідрохімічні пошуки
Гідрохімі́чні по́шуки, Гідрогеохімічні пошуки (рос.гидрохимические поиски, англ. hydrogeochemical prospecting, нім. hydrogeochemische Nachforschungen f pl — пошуки, основані на вивченні закономірностей розподілу хімічних елементів у природних водах з метою виявлення родовищ корисних копалин.
Гідрохімічні пошуки базуються на властивості води розчиняти корисні комноненти, що є в мінералах.
Для аналізу води використовуються методи:
- спектральний,
- радіоактиваційний,
- атомно-абсорбційний та ін.,

що забезпечують високу точність (до 10−7мг/л).